# Tambon Tunong
Tambon Tunong is een bestuurslaag in het regentschap Aceh Utara van de provincie Atjeh, Indonesië. Tambon Tunong telt 4417 inwoners (volkstelling 2010).